# Reichskommissariat Ostland
```
   |-
       |
Erro:
:  
valor não especificado para "
nome_comum
"
```

A Alemanha nazista estabeleceu o Reichskommissariat Ostland (RKO), em 1941, como o regime civil de ocupação dos países bálticos (Estônia, Letônia e Lituânia), a parte nordeste da Polônia e a parte oeste da República Socialista Soviética da Bielorrússia durante a Segunda Guerra Mundial. Ele também era conhecido inicialmente como Reichskommissariat Baltenland ("Terra Báltica"). A organização política para este território, depois de um período inicial de administração militar antes de sua criação, foi o de uma administração civil alemã, nominalmente sob a autoridade do Ministério do Reich para os Territórios Ocupados do Leste (em alemão:  Reichsministerium für die besetzten Ostgebiete), liderado pelo ideólogo nazista Alfred Rosenberg, mas na verdade controlado pelo oficial nazista Hinrich Lohse, o Reichskommissar nomeado.
Os principais objetivos políticos da Alemanha para este Reichskommissariat, de acordo com o Ministério no âmbito das políticas nacional-socialistas para o Leste Europeu conforme estabelecido por Adolf Hitler, eram:
- a completa aniquilação da população judaica;
- a colonização por alemães étnicos, associada com a expulsão de uma parte da população nativa e com a germanização do restante.

Estas políticas foram aplicadas não só no Reichskommissariat Ostland mas também em territórios soviéticos ocupados pelos alemães. Através do uso dos Einsatzgruppen A e B, mais de um milhão de judeus foram mortos no Reichskommissariat Ostland. As políticas de germanização, construídas sobre os alicerces do Generalplan Ost, viriam a ser realizadas por uma série de decretos especiais e princípios orientadores para o plano de colonização da região.
Ao longo de 1943 e 1944, o Exército Vermelho gradualmente recapturou a maior parte do território em seu avanço sobre a Alemanha, mas as forças da Wehrmacht estendeu na península da Curlândia. Com o fim da guerra na Europa e a derrota da Alemanha em 1945, o Reichskommissariat deixou de existir completamente.
Ostland não deve ser confundido com Ober Ost, que teve um papel semelhante ao de uma autoridade de ocupação de territórios bálticos conquistados pelo Império Alemão na Primeira Guerra Mundial.